# Miano (Naples)
Pour les articles homonymes, voir Miano.
Miano est en Italie le nom d'un quartier populaire de la ville de Naples où vivent 26 501 habitants (2001). D'une superficie de 1,87 km2, Miano, avec Secondigliano et San Pietro a Patierno forment la Municipalità 7 de Naples.

## Géographie
Situé au nord de Naples, le quartier se situe entre le quartier de Scampia au nord, celui de Secondigliano à l'est, les quartiers Piscinola et Marianella à l'ouest, et le quartier San Carlo all'Arena au sud.

## Patrimoine
- Église de Maria Santissima Assunta in Cielo

## Social
Le taux de chômage du quartier est assez élevé, bien au-dessus de la moyenne nationale ; 30 % de la population est sans emploi, avec un pic à 50 % chez les jeunes[réf. nécessaire].
Comme dans de nombreux quartiers populaires de la ville parthénopéenne, Miano est considéré comme étant un fief de la camorra. 
En effet, le principal problème de Miano est la présence de la camorra, fortement implantée, qui contrôle une bonne partie de l'économie illicite (notamment le racket et le trafic de drogue).